# Listriolobus bahamensis
Listriolobus bahamensis is een lepelworm uit de familie Thalassematidae.
De wetenschappelijke naam van de soort werd in 1926 gepubliceerd door W. Fischer.